# کوینسینس
کوینسینس (به لاتین: Coinsins) یک بخش در سوئیس است که در کانتون وو واقع شده‌است.

## خصوصیات

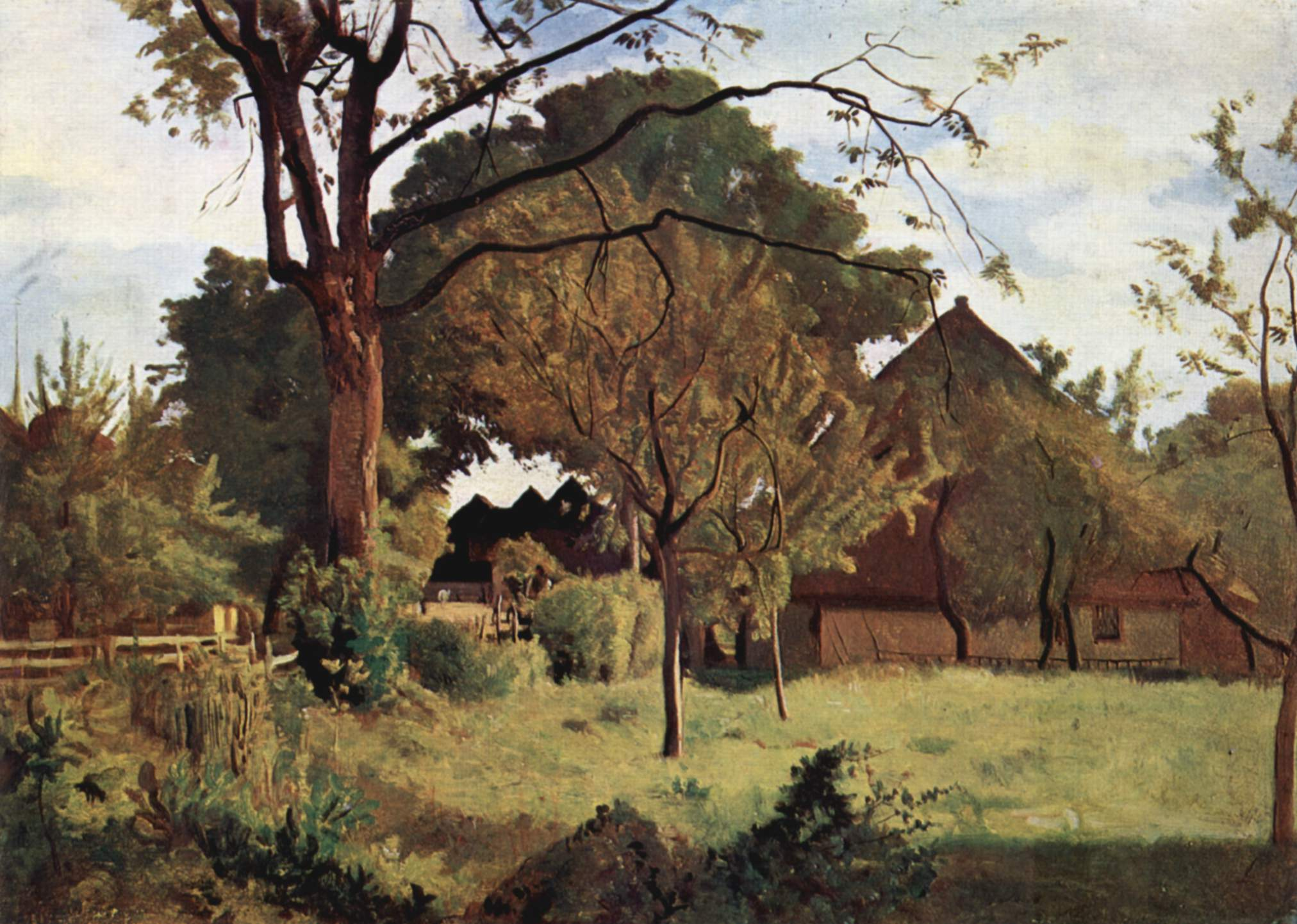
Barthélemy Menn: مزرعه در نزدیکی Coinsins, c. 1865

کوینسینس ۳۳۹ نفر جمعیت دارد.